# Каянус, Роберт
Ро́берт Кая́нус (швед. Robert Kajanus; 1856—1933) — финский композитор и дирижёр.
Основатель оркестровой школы и симфонического хора в Гельсингфорсе. Написал две финские рапсодии, симфонические поэмы Aino и Kullervo, торжественный гимн, кантаты, романсы, фортепьянные пьесы и др.
Его дочь Лиллю Каянус-Бленнер (1885—1963), арфистка, лауреат высшей государственной награды Финляндии для деятелей искусств Pro Finlandia (1957), сын Кай Каянус (1908-1994), скрипач, лауреат высшей государственной награды Финляндии для деятелей искусств Pro Finlandia (1957).